# Ricardo Senn

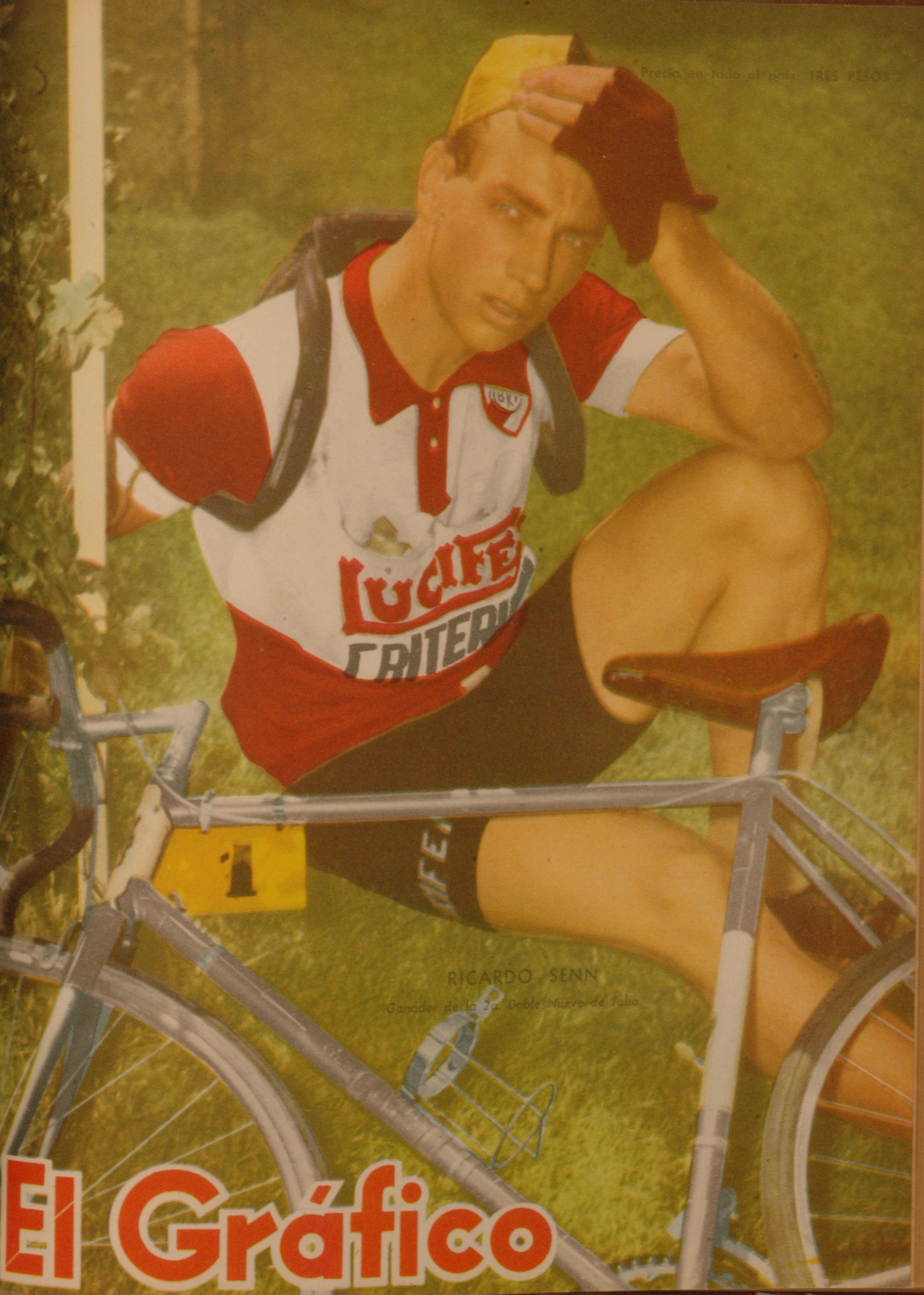
Ricardo Senn

Ricardo Senn (* 3. April 1931 in Córdoba (Argentinien) oder in Monteros; † 26. Juli 2012 in Buenos Aires) war ein argentinischer Radrennfahrer und nationaler Meister im Radsport.

## Sportliche Laufbahn
Senn war Teilnehmer der Olympischen Sommerspiele 1960 in Rom. Im olympischen Straßenrennen kam er beim Sieg von Wiktor Kapitonow als 44. ins Ziel. Die argentinische Mannschaft kam mit  Ricardo Senn, Gabriel Niell, Federico Cortés und Pedro Simionato im Mannschaftszeitfahren auf den 12. Platz. 1956 war er bereits für die Sommerspiele in Melbourne selektioniert, er wurde aber für mehrere Monate gesperrt, weil er als Profi galt. Diese Entscheidung wurde später revidiert.
Bei den Panamerikanischen Spielen 1955 gewann der argentinische Vierer mit Ricardo Senn, Clodomiro Cortoni, Duilio Biganzoli und Alberto Ferreira in der Mannschaftsverfolgung die Goldmedaille. Im Straßenrennen der Panamerikanischen Spiele 1959 gewann Senn ebenfalls Gold, ebenso wie im Mannschaftszeitfahren. In der Mannschaftsverfolgung und im 1000-Meter-Zeitfahren holte er Bronze.
Bei den nationalen Meisterschaften im Bahnradsport gewann er 1954 Silber in der Einerverfolgung und im Zeitfahren, 1955 im Zeitfahren, Bronze in der Einerverfolgung 1956. 1959 siegte er in der Meisterschaft im Zeitfahren.
Die Argentinische Meisterschaft im Straßenrennen der Männer gewann er 1961, 1964 und 1965. Dazu kamen mehrere zweite und dritte Plätze in Meisterschaftsrennen.
Im Etappenrennen Clásica del Oeste-Doble Bragado war er 1958 erfolgreich. Das Eintagesrennen Mendoza–San Juan gewann er 1963. 1959 siegte er im Straßenrennen der Panamerikanischen Meisterschaften. Weitere Siege gelangen ihm in den Rennen Bahía Blanca–Buenos Aires, Rosario–Santa Fe, Mendoza–San Juan, Double Villaguay–Paraná. Insgesamt konnte er rund 110 Radsportwettbewerbe gewinnen.
Im Bahnradsport gewann er 1955 bei den nationalen Meisterschaften Silber im 1000-Meter-Zeitfahren und in der Einerverfolgung. Mit diesen Resultaten qualifizierte er sich für die Teilnahme an den Panamerikanischen Meisterschaften. 1959 wurde er nationaler Meister im Zeitfahren auf der Bahn.
1963 siegte er im Sechstagerennen von Buenos Aires mit Jorge Bátiz als Partner. 1964 konnten beide den Erfolg wiederholen. 1965 beendete er seine sportliche Laufbahn.